# حركة نور الدين الزنكي
حركة نور الدين الزنكي حركة إسلاميّة سُنية ثورية شاركت في الثورة السورية. بين 2014 و2015؛ كانت الحركة جزءًا من مجلس قيادة الثورة وتلقت دعمًا بسيطًا منَ الولايات المتحدة من خِلال تزويدها ببي جي إم-71 تاو وبعض الصواريخ الموجهة المضادة للدبابات. خلالَ نفسِ الفترة كانت الحركة واحدةً من أكثر الفصائل نفوذًا في حلب وبحلول 18 شباط/فبراير 2018 اندمجت الحركة معَ فصيل أحرار الشام لتشكيل جبهة تحرير سوريا.

## التاريخ
شُكّلت كتيبة نور الدين الزنكي في أواخر عام 2011 من قبل الشيخ توفيق شهاب الدين في منطقة شمال غرب حلب ثمّ اتخدت اسمًا لها من نور الدين زنكي وهوَ أمير دمشق وحلب في القرن الثاني عشر. صارت الحركة في وقتٍ قصيرٍ أحد أهم المجموعات في مدينة حلب وفي الضواحي. شاركت الحركة في أولى معاركها خلالَ معركة حلب التي بدأت في تموز/يوليو 2012 واستطاعت حينها – قبل تدخل إيران وباقي الفصائل الشيعيّة والطائفية وكذا قبلَ تدخل الطيران الروسي لدعمِ النظام السوري – السيطرة على حي صلاح الدين ثمّ سُرعان ما انسحبت منهُ إلى مناطق أخرى.
تميّزت هذه الحركة بكثرة تحركاتها وبكثرة انتمائاتها حيثُ انضمّت في البداية إلى لواء التوحيد خلال معركة السيطرة على حلب، وبحلول كانون الثاني/يناير 2014 كانت الحركة ضمنَ مجموعة من الفصائل التي شكّلت جيش المجاهدين لمكافحة ومُحاربة تنظيم الدولة الإسلامية (داعش). في أيار/مايو من نفسِ العام؛ انسحبت الحركة من جيش المجاهدين بطلبٍ مُحتمل من المملكة العربية السعودية التي زادت من دعمها المالي لها مُقابلَ تخليها عن جيش المجاهدين بسبب علاقاتهِ مع تنظيم الإخوان المسلمين السوري. بحلول كانون الأول/ديسمبر 2014؛ انضمّت حركة نور الدين الزنكي إلى الجبهة الشامية وهوَ تحالف ضمّ عددًا من الجماعات الثورية الإسلامية المُتمركزة في مدينة حلب. في السادس من أيار/مايو 2015؛ انضمّ فصيل نور الدين الزنكي رفقةَ 13 جماعة معارضة أخرى إلى غرفة عمليات فتح حلب وهي غرفة عمليات مُشتركة لتنسيق الجهود بينَ الجماعات الثوريّة. في السادسِ من تشرين الأول/أكتوبر 2015؛ تعرّضت مواقع كتيبة الزنكي في مدينة حلب لهجوم من قِبل فرع تنظيم القاعدة في سوريا جبهة النصرة والذي تحوّل فيما بعد إلى هيئة تحرير الشام. 19 أكتوبر من نفسِ العام؛ انتشرت بعضُ الأخبار التي تُفيد بمقتلِ قائد الكتيبة خلالَ قتالهِ ضدّ القوات الحكومية بالقرب من منطقة حلب.
منذ تشرين الثاني/نوفمبر 2015؛ عملت الحركة على تقوية صفوفها من خِلال ضمّ واستيعاب عدد من الكتائب والفصائل الصغيرة والمتوسطة من قبيل كتائب تركمان سوريا المدعومة من تركيا. في 11 تشرين الثاني/نوفمبر من نفسِ العام انشقّ 35 مُقاتل تركماني وانضمّوا لجبهة النصرة التابعة لتنظيم القاعدة المُصنّف كإرهابي لدى غالبيّة الدول. خلال تشرين الثاني/نوفمبر 2015 وبالتحديد في محادثات فيينا للسلام؛ أُوكلت دولة الأردن بمهمة صياغة قائمة الجماعات الإرهابية فوضعت حركة نور الدين الزنكي في هذه القائمة.
في 28 كانون الثاني/يناير 2016؛ انسحبت الحركة من مواقعها في حلب والتي تمّ الاستيلاء عليها من قبل جبهة النصرة. في نفس الشهر؛ حوّلت الجبهة مقر حركة الزنكي إلى مقرٍ لها كما علّقت فيها عددًا من اللافتات التي تضمّ اقتباسات لعددٍ من السلفيين أمثال عبد الله عزام. بحلول 24 أيلول/سبتمبر 2016؛ آثرت الحركة مُجددًا الانضمام لجيش الفتح ثمّ في 15 تشرين الأول/أكتوبر من نفسِ العام غاردت أربعُ كتائب منَ الجبهة الشاميّة (كانوا أيضًا أعضاء سابقين في لواء التوحيد) وانضموا إلى المجموعة قبلَ أن ينضمّ لواء التوحيد بالكامل للحركة.
بحلول 15 تشرين الثاني/نوفمبر 2016 تعهّدَ لواء أحرار سوريا وباقي الألوية التابعة له بالولاء لحركة نور الدين الزنكي. تواصلَ انضمام بعض الأولية لحركة الزنكي لكنّها كانت تفقدُ في الوقت ذاته فصائل وألوية أخرى فضّلت الانضمام لهيئة تحرير الشام أو جبهة النصرة سابقًا. في 20 تموز/يوليو 2017 أعلنت حركة نور الدين بقيادة الشيخ توفيق شهاب الدين انسحابها من بعض الميادين في حلب بعد اندلاع اشتباكات عنيفة بينَ هيئة تحرير الشام من جهة وأحرار الشام من جهة ثانية وفصائل مستقلة أخرى. بعدَ حوالي 120 يومًا فقط؛ عادت الاشتباكات للاندلاع مُجددًا لكن هذه المرة بينَ حركة نور الدين الزنكي وهيئة تحرير الشام. تركّزت الاشتباكات في شمال إدلب وريف حلب الغربي وخاصة في المنطقة الواقعة بين أطمه وخان العسل. ومعَ بداية عام 2019؛ شنّت هيئة تحرير الشام هجومًا كبيرًا على حركة الزنكي وطردتها من معظم المواقع التي كانت تُسيطر عليها.

## الدعم الأجنبي
انتشرت في أيار/مايو 2014 عديدُ التقارير التي أشارت إلى زيادة الدعم المالي للحركة من قِبل المملكة العربية السعودية وذلكَ بعد انسحاب الأولى من جيش المجاهدين. تلقت المجموعة مساعدات مالية من الولايات المتحدة وبالتحديد من وكالة المخابرات المركزية التي موّلت بشكل طفيف جدًا مجموعة من الفصائل الثورية. تُفيد تقارير صحفيّة أنّ تركيا هي الأخرى وعبرَ وزارة المواصلات عملت بشكلٍ مؤقت على تمويل نور الدين الزنكي من أجلِ مواجهة باقي الجماعات المُتشددة.
في 9 أيار/مايو 2016 وافقت الحركة على اتباع خطة كانت قد اقترحتها الولايات المتحدة، تركيا، العربية السعودية وقطر وتقضي الخطة بتشكيل فصيل يضمّ 3000 مقاتل للمشاركة في العمليات التي تخص حلب. نصّت الخطة أيضًا على نقلِ مقاتلين من إدلب إلى حلب الشمالي من خلال معبر باب الهوى الحدودي مرورًا بأعزاز. أُجلت الخطة بسبب شكوك المسؤولين الأمريكيين حول قدرات المعارضة السورية المُعتدلة وحولَ علاقتها بتركيا ونيّة الأخيرة سحقَ قوات سوريا الديمقراطية (التي تتلقى دعمًا من الولايات المتحدة نفسها) بالتعاونِ مع فصائل المعارضة السورية.

## جرائم الحرب
وفقا لمنظمة العفو الدولية فإنّ حركة نور الدين الزنكي جنبًا إلى جنب مع الفرقة 16، الجبهة الشامية، أحرار الشام وجبهة النصرة قد تورطوا في اختطاف وتعذيب الصحفيين وعمال الإغاثة الإنسانية في المناطقِ التي يسيطر عليها الثوار في حلب خلال عامي 2014 و2015. ليس هذا فقط؛ بل تتهمُ بعض المصادر الصحفية – غالبيتها مؤيدة للنظام السوري أو معارضة للحركة – الحركة برمي معارضيها من فوقِ سطوح المنازل للانتقام منهم ونشرِ الرعب في باقي الأوساط.

### 2016
في 19 تموز/يوليو 2016 وبالضبطِ خلال حملة حلب الصيفيّة؛ انتشرَ فيديو على مواقع التواصل الاجتماعي يظهرُ فيه مقاتلون تابعونَ لحركة نور الدين الزنكي وهم يُعنّفونَ صبيًا من فلسطين يُدعى عبد الله قبلَ أن يقوموا بقطعِ رأسه بالكامل. خلالَ ذات الفيديو؛ يزعمُ مقاتلوا الحركة أنّ الطفلَ قد قُبض عليهِ أثناء القتال مع الميليشيات الموالية للحكومة وبالتحددِ معَ لواء القدس. في المُقابل؛ نفَى لواء القدس ما جاء في الفيديو وادّعى أنّ الصبيّ يبلغُ من العمر 12 عامًا وهو من بينِ اللاجئين الفلسطينيين الذينَ تمّ اختطافهم خلال المعركة. في اليوم التالي؛ ظهرَ شقيقُ الطفل الذي أُعدمَ في الفيديو وأكّد على أنّ عيسى هو طفل سوري من مدينة حمص وقد «تطوّعَ» للقتال مع القوات الموالية للحكومة فيمَا نشرت قناة العربي الجديد صورة ذكرت أنّها لبطاقة الهويّة التي تخصُّ عيسى ويظهرُ فيها على أنهُ يبلغ من العمر 19 سنة لا 12 كما تمّ تداولهُ في مواقع التواصل وما زادَ من تأكيدِ هذا هو تصريح ابن عمّ عيسى الذي قالَ أنّ المعدومَ كان يُعاني منَ الثلاسيميا وهوَ ما تسبب لهُ بوقفِ النمو. في بيانٍ لها؛ أدانت حركة نور الدين الزنكي مقتلَ الطفل وأكّدت على أنهُ خطأ فردي لا يُمثل السياسة العامة للحركة كما نبّهت إلى أنّها قد اعتقلت المتورطين استعدادًا لمُحاسبتهم. وفقا لتوماس جوسلين الكاتب في صحيفة ويكلي ستاندارد فإنّ الرئيس الأمريكي دونالد ترامب قد شاهدَ فيديو الإعدام وقرّرَ إنهاء برنامج تيمبر سيكامور. في ذات المقال؛ وحسبَ توماس دائمًا فترامب قال: «أريدُ أن أعرب سبب دعمِ الولايات المتحدة لفصيل مثلَ الزنكي إذا كانَ أعضائهُ متطرفون!»